# خاردارواران
خاردارواران (نام علمی: Muricoidea) نام یک بالاخانواده از کلاد بلندشکم‌پایان است.